# Manston (Kent)
Manston ist eine Gemeinde (englisch Civil Parish) im Thanet District und Teil der Grafschaft Kent im äußersten Südosten Englands.

## Geschichte
Manston besteht aus einigen Wohnhäusern, die sich um den Ortskern mit der St. Catherine’s Church und dem Pub Jolly Farmer (deutsch „Fröhlicher Bauer“) herum gruppieren. Der Pub wurde erstmals 1738 registriert. Das mittelalterliche Herrenhaus, bekannt als Manston Court, ist noch erhalten. Angrenzende Gebäude werden heute als Ferienwohnungen genutzt. Ein Kriegerdenkmal (Bild) erinnert an die Gefallenen der beiden Weltkriege.
Unweit des Ortskerns befand sich während des Zweiten Weltkriegs ein wichtiges Flugfeld der Royal Air Force, genannt RAF Manston, das insbesondere während der Luftschlacht um England (1940–1941) von strategischer Bedeutung war. Im Jahr 1999 wurde der Stützpunkt geschlossen und am selben Ort bis 2014 der Kent International Airport betrieben. Heute befinden sich auf dem Gelände das RAF Manston Museum sowie das Spitfire and Hurricane Memorial Museum.

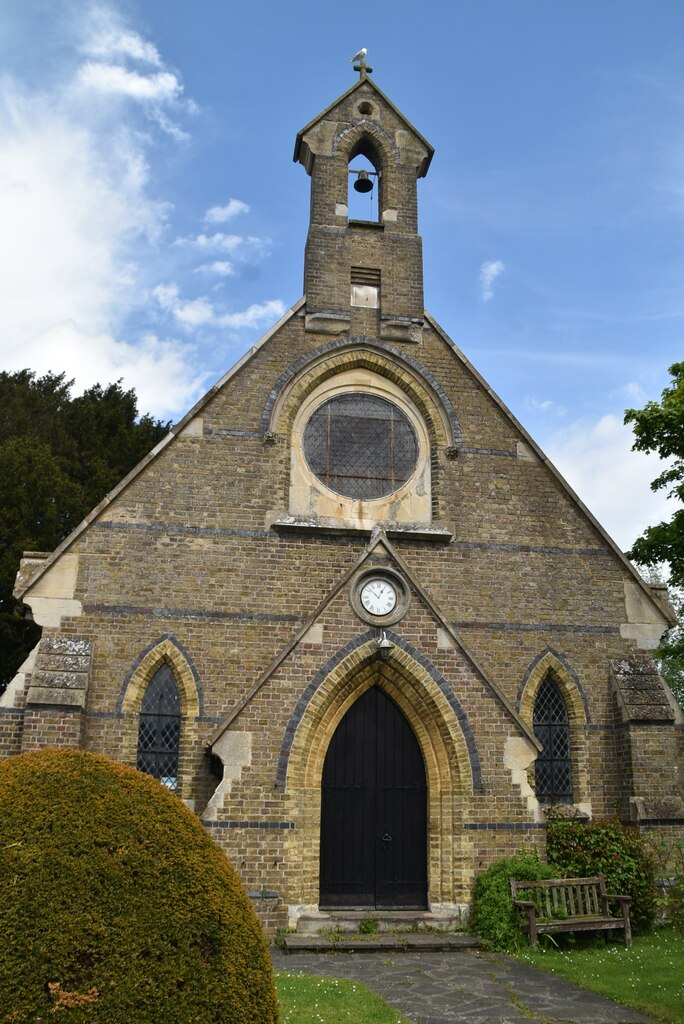
Die Katharinenkirche
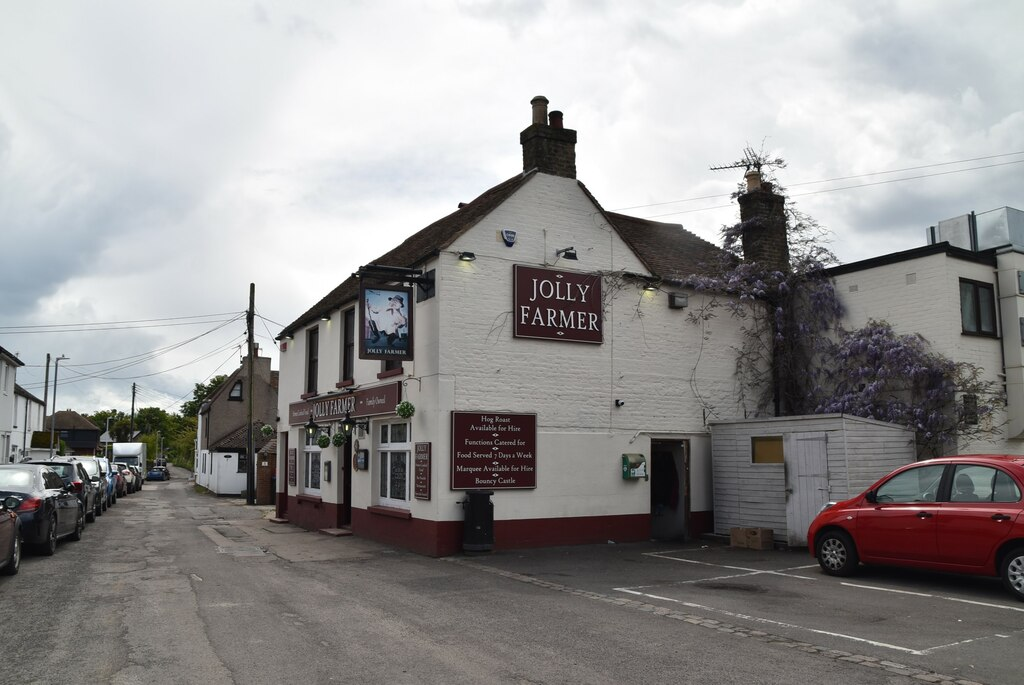
Pub Jolly Farmer
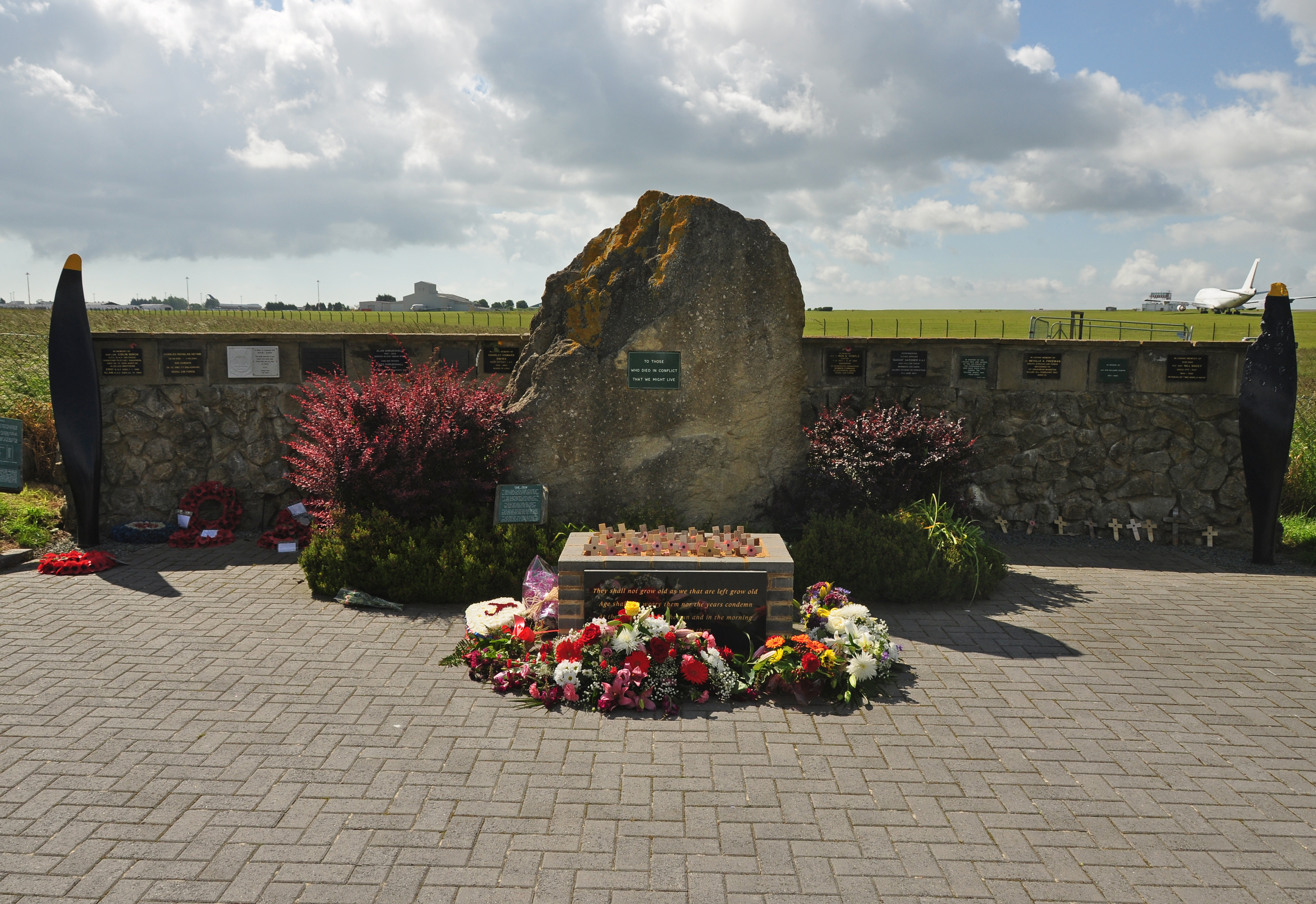
Gedenkort am ehemaligen Flugplatz RAF Manston
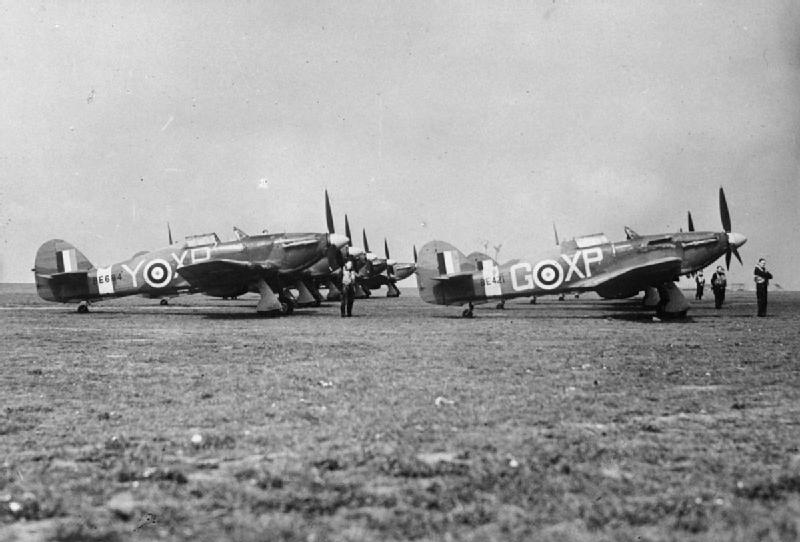
Historisches Foto (um 1943)
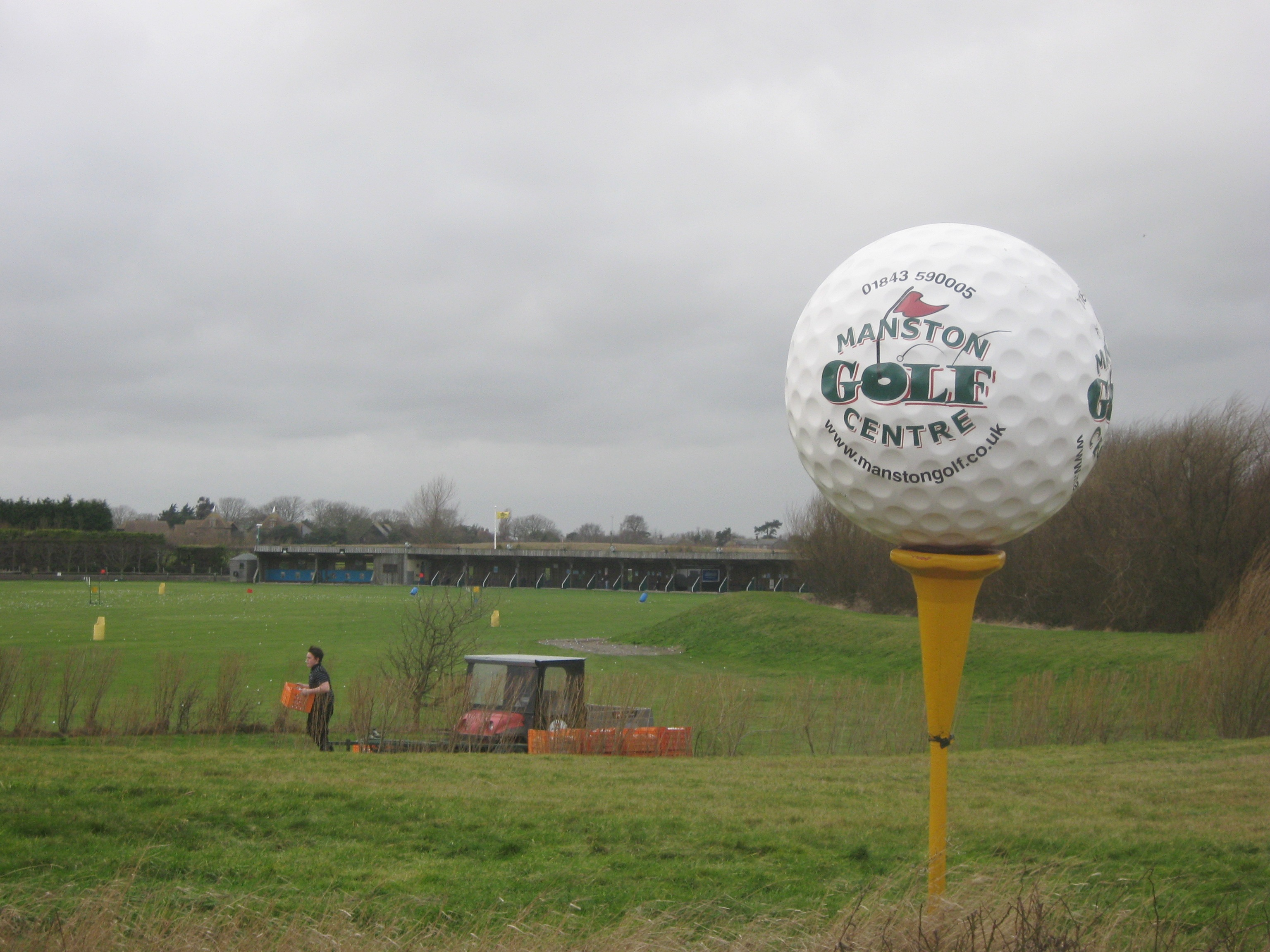
Golfplatz